# Naruszewo (gmina)
Pour les articles homonymes, voir Naruszewo.
Naruszewo est une gmina rurale (gmina wiejska) de la powiat de Płońsk, dans la Voïvodie de Mazovie, dans le centre-est de la Pologne.
Son siège administratif (chef-lieu) est le village de Naruszewo qui se situe environ 11 kilomètres au sud de Płońsk (capitale de la powiat) et 55 kilomètres au nord-ouest de Varsovie (capitale de la Pologne).
La gmina couvre une superficie de 159,55 km2 pour une population de 6 577 habitants en 2006.

## Histoire
De 1975 à 1998, la gmina est attachée administrativement à la voïvodie de Ciechanów.

Depuis 1999, elle fait partie de la voïvodie de Mazovie.

## Géographie
La gmina inclut les villages et localités de :

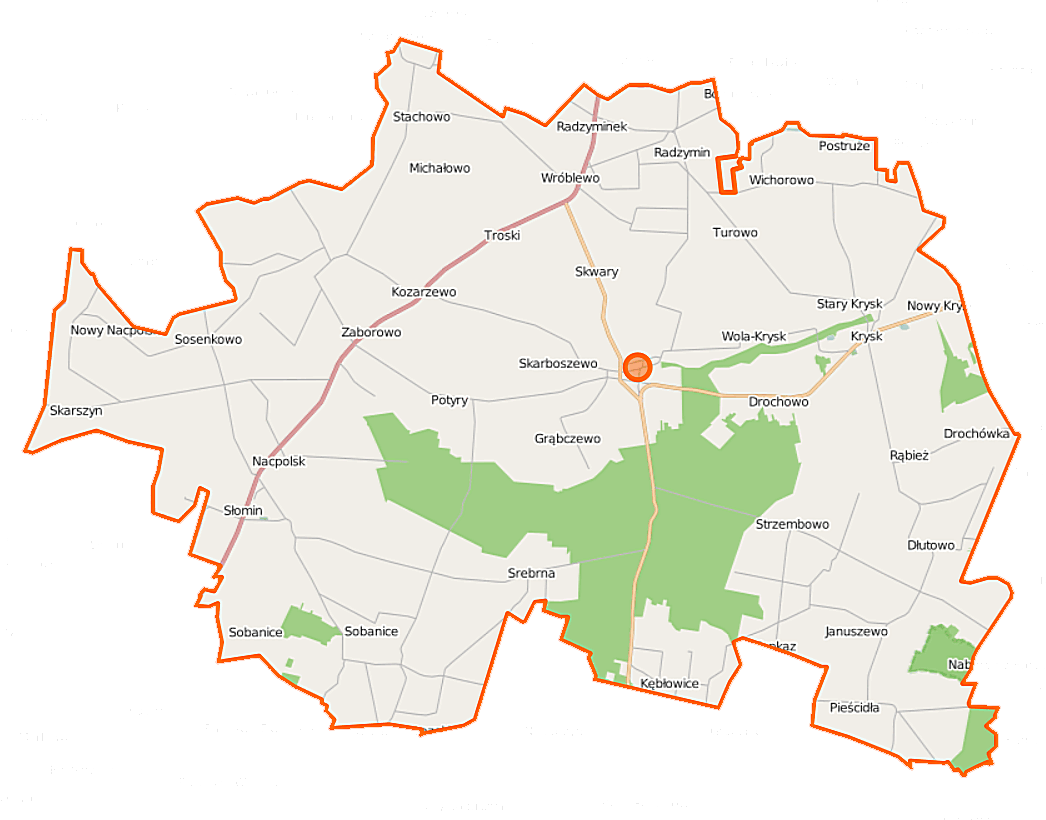
Plan de la gmina

- Beszyno
- Dłutowo
- Drochówka
- Drochowo
- Grąbczewo
- Januszewo
- Kębłowice
- Kozarzewo
- Krysk
- Krysk Nowy
- Łazęki
- Michałowo
- Nacpolsk
- Nowe Naruszewo
- Nowy Nacpolsk
- Pieścidła
- Postróże
- Potyry
- Rąbież
- Radzymin
- Radzyminek
- Skarboszewo
- Skarszyn
- Skwary
- Sobanice
- Sosenkowo
- Srebrna
- Stachowo
- Stary Nacpolsk
- Strzembowo
- Troski
- Wichorowo
- Wola-Krysk
- Wróblewo
- Wronino
- Zaborowo
- Żukowo
- Żukowo-Poświętne

### Gminy voisines
La gmina de Naruszewo est voisine des gminy suivantes :
- Bulkowo
- Czerwińsk nad Wisłą
- Dzierzążnia
- Mała Wieś
- Płońsk
- Wyszogród
- Załuski

## Structure du terrain
D'après les données de 2002, la superficie de la commune de Naruszewo est de 159,55 km2, répartis comme tel :
- terres agricoles : 77 %
- forêts : 17 %

La commune représente 11,53 % de la superficie du powiat.

## Démographie
Données du 30 juin 2004 :
| Description        | Total  | Total | Femmes | Femmes | Hommes | Hommes |
| ------------------ | ------ | ----- | ------ | ------ | ------ | ------ |
| Unité              | Nombre | %     | Nombre | %      | Nombre | %      |
| Population         | 6 640  | 100   | 3 280  | 49,4   | 3 360  | 50,6   |
| Densité (hab./km²) | 41,6   | 41,6  | 20,6   | 20,6   | 21,1   | 21,1   |